# Johnny Otis
Johnny Otis (28. december 1921 – 17. januar 2012), født Ioannis Alexandros Veliotes, var en amerikansk sanger, musiker, talentspejder, discjockey, sangskriver, arrangør, impresario, pladeproducer og præst.
Otis var søn af græske immigranter i Vallejo i Californien, og han indledte sin musikalske karriere som trommeslager i forskellige swingorkestre, inden han i 1945 dannede sit eget bigband. Med det fik han hittet "Harlem Nocturne", og han havde forskellige forsangere med orkesteret. Efter nogle år reducerede han det, og til det mindre band opdagede han blandt andet sangeren Ester Phillips. Orkesteret, der gik under navnet California Rhythm and Blues Caravan, turnerede flittigt og var ganske populære omkring 1950. 
Efterhånden gik hans musikalske stil fra jazzen over i retning af rhythm and blues, og han fik en række hits med Esther Phillips og/eller Mel Walker i denne genre som "Double Crossing Blues", "Mistrustin' Blues" og "Cupid Boogie". I årene der fulgte blev Otis manden, der opdagede Etta James og producerede hendes første hit "The Wallflower (Roll with Me, Henry)", og han producerede den første indspilning af Leiber og Stollers "Hound Dog" med Big Mama Thornton. Han udvidede sit repertoire til også at omfatte sangskrivning med fx "Every Beat of My Heart", der senere blev et hit med Gladys Knight and the Pips.
Han blev ligeledes discjockey i begyndelsen af 1950'erne, og fra 1957 fik han sit eget tv-show, og han opnåede sit eneste topti-hit i 1958 under eget navn (The Johnny Otis Show) med sangen "Willie and the Hand Jive". Denne sang blev senere indspillet af Eric Clapton på albummet 461 Ocean Boulevard. Med den britiske invasion i 1960'erne blev Otis efterhånden som musiker mindre betydningsfuld, og han kom til at optræde i forskellig revivalsammenhæng. Han optrådte fx på Monterey Jazz Festival i 1970 med blandt andet Esther Phillips, og i 1980'erne havde han et ugentligt radioprogram, hvor han spillede R&B, samtidig med at han spillede sammen med sin søn Shuggie Otis. I 1990'erne var han med på nogle festivaler, og i 1994 blev han optaget i Rock and Roll Hall of Fame.